# Родионов, Владимир Гурьевич
Влади́мир Гу́рьевич Радио́нов (13 апреля 1952, Ленинград — 3 мая 2013, Санкт-Петербург) — советский борец вольного стиля, советский и российский тренер. Обладатель командного Кубка мира, чемпион и призёр чемпионатов СССР. Мастер спорта СССР международного класса.

## Биография
Борьбой начал заниматься в 1966 году. Выступал за ДСО "Локомотив" и СКА (Ленинград) в весовой категории до 57 кг. Тренеры В. В. Абиянов, Н. С. Фейгельсон. Также выступал за сборную Ленинграда и  сборную СССР.

Мастер спорта СССР (1972). Мастер спорта СССР международного класса (1976).

Многократный чемпион Ленинграда (1970-1978), победитель первенства СССР среди молодёжи (1972), бронзовый призёр Спартакиады народов СССР (1975), чемпион СССР (1976), бронзовый призёр (в весе до 57 кг) и обладатель Кубка мира в составе сборной команды СССР (1976). Завершил спортивную карьеру в 1979 году.

После окончания спортивной карьеры перешёл на тренерскую работу. С 1987 года работал тренером-преподавателем высшей категории по вольной борьбе в Санкт-Петербургском училище олимпийского резерва № 2 (техникум).

Скончался 3 мая 2013 года. Похоронен на Богословском кладбище в Санкт-Петербурге.

## Спортивные результаты на чемпионатах СССР
- Чемпионат СССР по вольной борьбе 1975 года — ;
- Чемпионат СССР по вольной борьбе 1976 года — .

## Память
В Санкт-Петербурге проводится открытый юношеский турнир по вольной борьбе памяти В. Г. Родионова.